# Digital Playground
Digital Playground és un dels majors estudis pornogràfics dels Estats Units. La seva seu central es troba a Van Nuys (Vall de San Fernando) a Los Angeles, Califòrnia.

## Història
Digital Playground va ser fundat pel director porno Joone el 1993. Al principi la companyia es dedicava a crear jocs d'ordinador porno en CD-ROM. Passat algun temps, Digital Playground va començar a crear DVD de sexe virtual amb famoses estrelles del porno -pel·lícules pornogràfiques en les quals l'espectador pot participar activa i virtualment en la pel·lícula per mitjà dels controls del DVD que li permeten personalitzar les escenes, com si fos el protagonista i estigués practicant sexe real amb l'estrella de la pel·lícula-. Els DVDs Virtual Sex with Jenna Jameson (sexe virtual amb Jenna Jameson) i Island Feverde Tera Patrick son dels DVD pornogràfics que més còpies ha venut en la història del cinema porno.
En l'actualitat Digital Playground és una de les productores porno més importants dels Estats Units. Moltes de les seves pel·lícules són protagonitzades per grans estrelles de la indústria del porno estatunidenc. Cada mes llança al mercat un gran nombre d'estrenes de diversos gèneres, des de gonzo fins a features passant per gèneres intermedis i sense oblidar les seves famoses pel·lícules Virtual Sex de sexe virtual, però sempre mantenint-se en un estil no extrem en les seves produccions gonzo suau en les seves produccions. En l'actualitat també està creant un gran nombre de sagues de pel·lícules porno, sent algunes de les més famoses Jack's Playground i Jack's Teen America.
La companyia va ser adquirida per Manwin en 2012.

## Actrius que hi han treballat
- Eva Lovia (des de 2015)
- Jesse Jane (des de 2003)
- Riley Steele (des de 2008)
- Kayden Kross (des de 2010)
- Selena Rose (des de 2011)
- Bibi Jones (des de 2011)
- Stoya (des de 2007)
- Devon (any 2006)
- Tera Patrick (any 2005)
- Teagan Presley (any 2008)
- Jana Cova (any 2008)
- Janine Lindemulder (any 2005)
- Shay Jordan (any 2011)
- Sasha Grey (any 2009)
- Janie Summers (any 2010)
- Adrenalynn (any 2008)
- Arianna Armani (any 2010)
- Gabriella Fox (any 2010)
- Shawna Lenee (any 2010)
- Julia Ann (any 2005)
- Lacie Heart (any 2007)

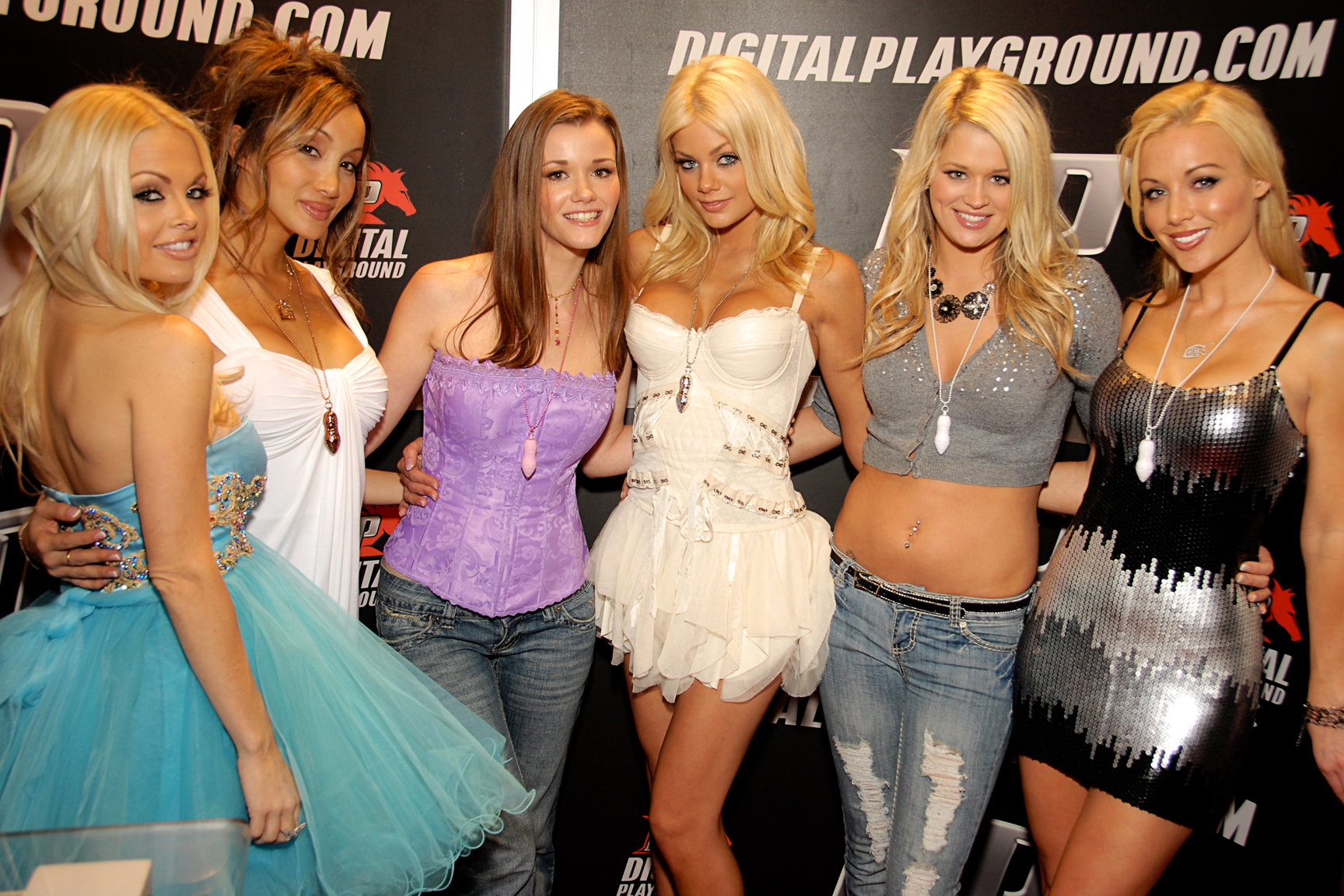
D'esquerra a dreta: Jesse Jane, Katsuni, Raven Alexis, Riley Steele, Janie Summers i Kayden Kross en el stand de Digital Playground durant un acte promocional a l'any 2010.

- Sophia Santi (any 2007 i 2011 perquè va renovar el contracte)
- Rocki Roads (any 2007)
- Kagney Linn Karter (any 2009)
- Audrey Bitoni (any 2007)